# Esteban Ciaccheri
Esteban Ciaccheri (n. Pilar, Provincia de Buenos Aires, 20 de mayo de 1991) es un futbolista argentino que juega como delantero. 

## Trayectoria
Se inició en las inferiores del club Tigre, en Argentina, pero realizó su debut en Rivadavia de Lincoln. En el año 2012, donde se convierte en uno de los máximos goleadores del campeonato con 19 goles en el club argentino lo que lo llevó a Rangers de Chile. Realizó su debut ante Universidad de Chile en la primera fecha del Torneo de Apertura 2013-14, ingresando en el minuto 71' por Mauricio Gómez. Aquel partido terminó en triunfo de los rojinegros por 1-0 con gol de "Chirola". 
Vídeo www.twentytwo.tv
San Luis de Quillota
El 26 de noviembre de 2020 se oficializa la llegada del delantero a San Luis de Quillota en reemplazo del lesionado Luis Solignac.

## Clubes
| Club                         | País      | Año       |
| ---------------------------- | --------- | --------- |
| Rivadavia de Lincoln         | Argentina | 2012-2013 |
| Rangers de Talca             | Chile     | 2013-2014 |
| Sarmiento de Junín           | Argentina | 2014      |
| Arsenal de Sarandí           | Argentina | 2015      |
| Juventud Unida Universitario | Argentina | 2016      |
| Rivadavia de Lincoln         | Argentina | 2016-2017 |
| Botoșani                     | Rumania   | 2017      |
| Poli Timișoara               | Rumania   | 2018      |
| Flandria                     | Argentina | 2018-2019 |
| Deportivo Morón              | Argentina | 2019-2020 |
| San Luis de Quillota         | Chile     | 2020-2021 |

- Datos: Q16233715